# Rowland
Rowland és una població dels Estats Units a l'estat de Carolina del Nord. Segons el cens del 2000 tenia 1.146 habitants, 487 habitatges i 302 famílies. La densitat de població era de 417,4 habitants per km².

## Poblacions més properes
El següent diagrama mostra les poblacions més properes.